# Герасим Тодоров
Герасим Тодоров Николов е български революционер и горянин, борец срещу комунистическата власт в България, и в частност в Пиринска Македония, след Деветосептемврийския преврат.

## Биография
Герасим Тодоров е роден на 27 ноември 1910 година във Влахи, тогава в Османската империя. Получава гимназиално образование в Свети Врач. След като отбива военната си служба, работи като горски надзирател в Ощава. Членува във ВМРО до забраната му през 1934 г. Брат му Захари Тодоров е дълги години пунктов отговорник на ВМРО, преселил се да живее в Гара Пирин. Герасим Тодоров е близък с Иван Харизанов. В периода 1941 – 1944 година е в Беломорието, където заема длъжността началник на държавен разсадник за посадъчни материали. След 1944 година се завръща във Влахи и със съселяни създава горска промишлена кооперация, а към нея прикрепят и новосъздадената селска потребителна кооперация, на която Герасим Тодоров става касиер-счетоводител. Става член на политическата организация „Звено“.
В тази връзка Герасим Тодоров се среща с Михаил Думбалаков, който е близък до Никола Петков и под негово влияние на 6 май 1947 година, минава в нелегалност и създава революционна група от горяни за борба с комунистическата власт в Пиринска Македония. Групата е известна като „Шести Пирински отряд“. Техни основни ятаци и сподвижници стават бившите членове на ВМРО, присъединили се впоследствие към БЗНС, „Звено“ и Работническата партия. На 20 ноември групата разбива, запечатената от кмета на Влахи воденица в селото. През декември отряда се разделя на две части, като под водачеството на Герасим остават Йордан Руйчев Стоянов, Асен Николов, Кирил Бенгюзов, Любомир Стамболиев и Петър Гърков – Попето, като действат в района на Ощава, Сенокос и Брежани. Във втората група остават Марко Панайотов, Веселин Лазаров, Тома Маникатов и Александър Султов и действат в района на Плоски и Влахи. До края на 1947 четата се състои от общо 14 души, през това време Герасим Тодоров контактува и с дошлата от Гърция горянска група на Христо Лагадинов. На 12 февруари 1948 година Герасим Тодоров посещава учителите във Влахи, сред които и Петър Макеревски, емисар от Югославия по времето на Културната автономия на Пиринска Македония. Към него Герасим Тодоров се отнася снизходително поради това, че учителя подпомага сестрата му и нейното дете. В това време и собственото му семейство е систематично тормозено. Във връзка с учителстването на Макеревски Тодоров казва:
| „ | Той е нашият седенкар, той е Титовият агитатор... А ти, бре, заблудени комунисто, знай че ти си само за пропаганда!... Нема да си одиш, но ке си ограничиш дейността! | “ |

На 12 март 1948 година към четата се присъединяват полковник Стойно Бачийски и подполковник Димитър Цветков. Отряда на Герасим Тодоров се съединява с този на Йордан Руйчев Стоянов и в средата на месец март четата се състои от 42 души, повечето от които бивши членове на ВМРО и врагове на БКП. Три дни по-рано на 9 март Народната милиция в Благоевград започва масова въоръжена акция с кодово име „Елен“, чиято цел е унищожаването на Герасим Тодоров и четата му. Арестувани са голяма част от ятаците на групата, района на действие на групата е обграден и започва преследването ѝ. В свое писмо Герасим Тодоров заявява: „По-добре славна смърт, отколкото позорен живот.“ На 30 март Герасим Тодоров е обграден и се самовзривява в района между махалите на с. Влахи – Въчковци и Дебел дъб. Органите на милицията поставят в едно одеяло частите от тялото на Герасим Тодоров. Първо го излагат на показ в с. Влахи, а после на площада на Гара Пирин. На същия площад и по същото време милицията организира митинг и хоро с музика по случай разгрома на четата на „бандитите“. До днес не се знае мястото където е бил погребан. На 4 април операцията приключва като са убити 42 души, заловени са 41 и само Димитър Павлов успява да се укрие и избяга. От общо 140 души арестувани четници и ятаци на Герасим Тодоров 106 получават присъди, от които 11 смъртни.

Най-добре описва дейността и постиженията на групата на Герасим Тодоров, милиционерският шеф Константин Кюлюмов, основния отговорен за смъртта на Герасим Тодоров и десетки други противници на комунистическата власт от община Влахи:
| „ | През 1947 – 1948 бандата на Герасим Тодоров държеше територията на бивша Санданска (Светиврачка) околия, голяма част от селата в този край, прехвърляше част от Разложко, дори стигаше до Гоцеделчевско – оттатък през Пирин и част от бившата Горноджумайска околия. Това беше не само най-голямата банда в България, но и най-опасната поради това, че тя контролираше територоя, в която почти беше ликвидирана народната власт. | “ |

На 21 декември 2016 година президентът на България Росен Плевнелиев удостоява посмъртно Герасим Тодоров Николов с орден „За гражданска заслуга“ I степен за защита на човешките права и свободи и за съпротива срещу тоталитарния режим.

## Гледни точки за делото на Герасим Тодоров
В Комунистическа България горянското движение е сравнявано с дребни бандитски групи, а лидери им с фашисти, бандити, англо-американски провокатори и диверсанти. Заснетият през 1972 година филм „Глутницата“ е посветен именно на обезвреждането на четата на Герасим Тодоров.
Крум Монев, четник на Герасим Тодоров, описва в спомените си основните цели на четата на Тодоров, която според спомените му се бори за независима Македония в духа на планираната от Иван Михайлов – Независима република Македония. Тя се противопоставя на комунистическата власт в България, а естествени врагове на идеите им са бившите членове на ВМРО (обединена).

Днес в Северна Македония е широко разпространено мнението, че Герасим Тодоров е македонски национален борец. Сам Герасим Тодоров, макар да е привърженик на независимостта, признава за единствен враг комунистическата власт: 
| „ | Будали едни, зери не сте чули, дека в Украйна партизаните напредват против комунистите. Слушайте църните радиостанции. Народното Димитровско правителство, дека има много министерства, а Англия с толкова колонии има по-малко министерства. | “ |

Основен момент в дейността на Герасим Тодоров, който впоследствие е описан от Крум Монев, е срещата на войводата с македонистки учител от Югославия. Според Монев, Герасим Тодоров подкрепя идеята за македонския книжовен език, но е против проюгославската пропаганда. Също така Герасим Тодоров е решен да убие македонисткия учител, но го пощадява, както сам казва:
| „ | Убиен ке беше, но благодарение, че седеше при сестра ми и си позволил на детето мое да му се дадат обувки на учителския съвет. | “ |

 Самият Герасим Тодоров е потомствен член на ВМРО на Иван Михайлов, каквито са и голяма част от съмишлениците му. Самата чета на Герасим Тодоров е съставена от антикомунистически настроени революционери, сред които най-изявени българските офицери Димитър Цветков и Стойно Бачийски. По време на Втората световна война и двамата участват в антипартизанската дейност на българската армия във Вардарска Македония и впоследствие са преследвани от комунистическите власти на Югославия и България.
По това време всъщност Пиринска Македония се превръща в арена на противопоставяне между македонския регионализъм на ВМРО, като своеобразна проява на специфичен български патриотизъм и две различни разновидности македонизъм – коминтерновският македонизъм на ВМРО (об.), избуял през 30-те години и прокламиран от комунистическите власти в София, който е запазил остатъчни връзки с българската национална идея, и зародилия се по време на Втората световна война проюгославски македонизъм, пропагандиран от Скопие и свързан тясно с Белград, който заляга в основите на набиращата по онова време инерция македонска национална идентичност.